# Margherita Guidacci
Margherita Guidacci est une poétesse, essayiste et traductrice italienne née à Florence le 25 avril 1921 et morte à Rome le 19 juin 1992.

## Biographie
Margherita Guidacci est née à Florence le 25 avril 1921. Elle est élevée dans une vieille demeure du centre de la ville.
Son père meurt d'un cancer alors qu'elle a dix ans. Elle reste seule avec sa mère, dans une grande solitude morale, et trouve refuge dans les livres et les études.
Elle s'inscrit à la Faculté des Lettres de Florence où Giuseppe de Robertis lui fait découvrir la littérature contemporaine. Elle soutient sa thèse sur Giuseppe Ungaretti.
Rapidement elle s'oriente vers les littératures anglaise et américaine. Elle découvre l'œuvre d'Emily Dickinson qui restera sa grande référence. Elle lit Shakespeare, Melville, T. S. Eliot mais aussi la Bible, Rilke et Kafka.
En 1946 paraît son premier recueil de poèmes, La sabbia e l'angelo (Le sable et l'ange), puis, neuf ans plus tard, Morte del ricco. Ses nombreux recueils ultérieurs paraîtront chez de nombreux éditeurs, avec irrégularité, sous la seule pression de l'urgence intérieure.
Elle se marie à vingt-huit ans. Elle aura deux fils et une fille. Son mari, Lucca Pinna, meurt en 1977.
Margherita Guidacci a enseigné pendant de nombreuses années les littératures anglaise et américaine au lycée scientifique Cavour à Rome, à l'université de Macerata, puis à l'Institut universitaire de Santissima Maria Asunta, à Rome.
Elle est reçue le 14 décembre à la Maison de la Poésie de Paris. De retour à Rome, en janvier 1990, elle rédige le texte intitulé Comment j'ai écrit Sibylles où elle livre de précieuses réflexions sur son processus d'écriture.
Peu de temps après, au début de 1990, elle subit deux attaques cérébrales. Frappée d'hémiplégie, elle est condamnée à la solitude et au silence. Elle écrit son dernier recueil, Anelli del tempo, et envoie le manuscrit à son éditeur un mois avant sa mort.
Elle meurt dans son sommeil la nuit du 19 juin 1992. Elle repose dans le caveau familial, à Scarperia, non loin de Florence.

## Œuvres

### Poésie
- La sabbia e l'angelo, Vallecchi, Florence, 1946.
- Morte del ricco, Vallecchi, Florence, 1955.
- Giorno dei Santi, Scheiwiller, Milan, 1957.
- Paglia e polvere, Rebellato, Padoue, 1961.
- Poesie, Rizzoli, Milan, 1965.
- Un cammino incerto, Cahiers d'origine, Luxembourg, 1970, édition bilingue avec une traduction française de Arthur Praillet.
- Neurosuite, Neri Pozza, Vicence, 1970.
- Terra senza orologi, Trentadue, Milan, 1973.
- Taccuino slavo, La Locusta, Vicence, 1976.
- Il vuoto e le forme, Rebellato, Padoue, 1977.
- L'altare di Isenheim, Rusconi, Milan, 1980.
- Lunghe e brevi, Libreria Editrice Vaticana, 1980.
- L'orologio di Bologna, Città di Vita, Florence, 1981.
- Inno alla gioia, Nardini, Florence, 1983.
- La Via Crucis dell'umanità, Città di Vita, Florence, 1984.
- Liber Fuguralis, Facoltà di Lettere dell'università di Messina, 1986, édition bilingue avec une traduction anglaise de Ruth Feldman.
- Poesie per poeti, Istituto di Propaganda Libraria, Milan, 1987.
- Una breve misura, Vecchio Faggio Editore, Chieti, 1988.
- Il buio e lo splendore, Garzanti, Milan, 1989.
- Anelli del tempo, Città di Vita, Florence, 1993.

### Essais
- Studi su Eliot, Istituto di Propaganda Libraria, Milan, 1975.
- Studi su poeti e narratori americani, EDES, Cagliari, 1978.

### Traductions
Parmi ses traductions publiées figurent les sermons de John Donne et la poésie d'Emily Dickinson, ainsi que T. S. Eliot et Elizabeth Bishop.

## Traductions en langue française
- Neurosuite, Éditions Arfuyen, 1977, réédité chez le même éditeur en 1989, traduit de l'italien par Gérard Pfister.
- Le vide et les formes, Éditions Arfuyen, 1979, traduit de l'italien par Gérard Pfister.
- Le sable et l'ange, Éditions Obsidiane, 1986, traduit de l'italien par Bernard Simeone.
- Le retable d'Issenheim, Éditions Arfuyen, 1987, traduit de l'italien par Gérard Pfister.
- Sibylles, suivi de Comment j'ai écrit Sibylles, Éditions Arfuyen, 1992, traduit de l'italien par Gérard Pfister.
- L'Horloge de Bologne, Éditions Arfuyen, 2000, traduit de l'italien par Gérard Pfister.

On pourra lire également en langue française la postface de Margherita Guidacci pour le choix de poèmes d'Emily Dickinson cotraduits avec Gérard Pfister et William English, Vivre avant l'éveil (Éditions Arfuyen, 1989).